# Piero Ferretti
Piero Ferretti, duca di Castelferretto dal 1941 (Parma, 13 febbraio 1896 – Tangeri, 23 marzo 1951), è stato un avvocato, militare e politico italiano.
Discendente dalla dinastia comitale della "Gens Ferretta", stabilita ad Ancona da Antonio de' Conti Ferretti, a sua volta discendente dalla nobile stirpe degli Agiolfingi, ha dato vita al ramo ducale della famiglia per effetto del titolo concesso da Vittorio Emanuele III a seguito dell'eroica morte del figlio Gabriele, medaglia d'oro al valor militare nell'ultimo conflitto mondiale. È stato animatore e presidente della sezione di Ancona dell'Istituto storico del risorgimento italiano. Al 15 aprile 1916 era Sottotenente osservatore della 48ª Squadriglia venendo insignito della medaglia di bronzo al valor militare e nel dicembre 1917 il Tenente Ferretti passa alla 27ª Squadriglia.
Ha preso parte alla guerra d'Etiopia nelle file della Regia Aeronautica col grado di maggiore, dove ha conseguito una medaglia d'argento al valore.